# Quan hệ Ai Cập – Bulgaria
Quan hệ Ai Cập – Bulgaria là mối quan hệ ngoại giao giữa Ai Cập và Bulgaria. Ai Cập có một đại sứ quán tại Sofia. Bulgaria có một đại sứ quán tại Cairo. Cả hai quốc gia đều là thành viên chính thức của Liên minh Địa Trung Hải.

## Đại sứ quán và lãnh sự quán
- Tại Bulgaria:
- Sofia (Đại sứ quán)

- Tại AI Cập:
- Cairo (Đại sứ quán)